# B.G., the Prince of Rap
 (janvier 2023).
Si vous disposez d'ouvrages ou d'articles de référence ou si vous connaissez des sites web de qualité traitant du thème abordé ici, merci de compléter l'article en donnant les références utiles à sa vérifiabilité et en les liant à la section « Notes et références ».
B.G. The Prince of Rap, nom de scène de Bernard Green, né le 28 septembre 1965 à Washington et mort le 21 janvier 2023 à Wiesbaden, est un chanteur et un musicien de musique électronique américain installé en Allemagne. Il a été l'un des représentants de l'eurodance des années 1990, cet ancien militaire transféré en Allemagne avait décidé de quitter la profession pour se consacrer à la musique.
Son style était plutôt orienté vers le rap et la danse, il connait un certain succès dans le night clubbing avec son tout premier titre This Beat Is Hot beaucoup plus orienté dans le rap et les années suivantes il sort d'autres singles Can't Love You et The Color of My Dreams beaucoup plus dans le style eurodance proprement dit, suivi d'un album sorti en 1994 qui s'intitule The Time Is Now.
B.G. The Prince of Rap était produit par Jam El Mar qui était d'ailleurs membre et producteur de Jam & Spoon.
Il est mort le 21 janvier 2023 des suites d'un cancer de la prostate.
Il était parfois confondu avec un autre rappeur de La Nouvelle-Orléans qui portait les mêmes initiales.

## Singles
- 1991 : This Beat Is Hot
- 1993 : Can't We Get Enought
- 1993 : Can't Love You
- 1994 : The Color Of My Dreams
- 1994 : Stomp

## Albums
- 1991 : Take Control Of The Party
- 1993 : The Times Is Now